# قائمة قرارات مجلس الأمن التابع للأمم المتحدة لعام 1984
تتضمن قائمة قرارات مجلس الأمن التابع للأمم المتحدة لعام 1984 جميع القرارات الصادرة عن مجلس الأمن التابع للأمم المتحدة خلال العام 1984.

## القائمة
| رقم القرار | الرمز           | نص القرار                         | موضوع القرار                          |
| ---------- | --------------- | --------------------------------- | ------------------------------------- |
| 546        | S/RES/546(1984) | نص الوثيقة على موقع الأمم المتحدة | الحالة في أنغولا وجنوب أفريقي         |
| 547        | S/RES/547(1984) | نص الوثيقة على موقع الأمم المتحدة | الحالة في جنوب أفريقي                 |
| 548        | S/RES/548(1984) | نص الوثيقة على موقع الأمم المتحدة | قبول أعضاء جدد بالأمم المتحدة         |
| 549        | S/RES/549(1984) | نص الوثيقة على موقع الأمم المتحدة | الحالة في الشرق الأوسط                |
| 550        | S/RES/550(1984) | نص الوثيقة على موقع الأمم المتحدة | الحالة في قبرص                        |
| 551        | S/RES/551(1984) | نص الوثيقة على موقع الأمم المتحدة | قوة الأمم المتحدة لمراقبة فض الاشتباك |
| 552        | S/RES/552(1984) | نص الوثيقة على موقع الأمم المتحدة | الحالة في جمهورية إيران الإسلامية     |
| 553        | S/RES/553(1984) | نص الوثيقة على موقع الأمم المتحدة | الحالة في قبرص                        |
| 554        | S/RES/554(1984) | نص الوثيقة على موقع الأمم المتحدة | الحالة في جنوب أفريقي                 |
| 555        | S/RES/555(1984) | نص الوثيقة على موقع الأمم المتحدة | الحالة في لبنان                       |
| 556        | S/RES/556(1984) | نص الوثيقة على موقع الأمم المتحدة | الحالة في جنوب أفريقي                 |
| 557        | S/RES/557(1984) | نص الوثيقة على موقع الأمم المتحدة | قوة الأمم المتحدة لمراقبة فض الاشتباك |
| 558        | S/RES/558(1984) | نص الوثيقة على موقع الأمم المتحدة | الحالة في جنوب أفريقي                 |
| 559        | S/RES/559(1984) | نص الوثيقة على موقع الأمم المتحدة | الحالة في قبرص                        |

## المرجع
1. ↑  "قرارات مجلس الأمن". الأمم المتحدة. مؤرشف من الأصل في 2019-01-17. اطلع عليه بتاريخ 22 شباط / فبراير 2017. {{استشهاد ويب}}: تحقق من التاريخ في: |تاريخ الوصول= (مساعدة)